# Prvenstvo Hrvatske u hokeju na travi za žene 2007./08.
Prvenstvo Hrvatske u hokeju na travi za sezonu 2007/08. u ženskoj konkurenciji.
Sudionice su zagrebački klubovi Zrinjevac, Jedinstvo i Viktoria iz Sv. Ivana Zeline.

## Rezultati
- 1. kolo:
- 2. kolo:
- 3. kolo:
- 4. kolo, 20. travnja 2008.: Zrinjevac - Jedinstvo
- 5. kolo, 18. svibnja 2008.: Jedinstvo - Viktoria
- 6. kolo, 25. svibnja 2008.: Viktoria - Zrinjevac